# 이기 (1848년)
이기(李沂, 1848년 ~ 1909년)는 조선 말의 실학 사상가, 계몽운동가이다. 전라북도 김제에서 출생했고, 본관은 고성, 자는 백증(伯曾), 호는 해학(海鶴)·질재(質齋)·재곡(梓谷)이다.
1906년 대한자강회, 자신회를 조직하였고, 1909년에는 나철, 정훈모, 오기호 등과 함께 서울에서 단군교를 세워 대종교의 기초가 되었다.
일생에 걸친 항일 구국 운동으로 1968년 독립장이 추서되었다.

## 저서
《해학유서(海鶴遺書)》

## 참고 문헌 및 링크
- '이기(李沂)' - 한국민족문화대백과사전